# Yuji Sugano
Yuji Sugano, född 14 april 1961 i Aichi prefektur, Japan, är en japansk tidigare fotbollsspelare.